# Rinkam
Rinkam ist ein Ortsteil von Atting im niederbayerischen Landkreis Straubing-Bogen.

## Lage
Das Kirchdorf Rinkam liegt in einer Höhenlage von 331 Metern im Gäuboden etwa fünf Kilometer westlich vom Zentrum der Stadt Straubing an der Bundesstraße 8.

## Geschichte
Aus der Gegend um Rinkam liegen Funde bereits aus der Römerzeit vor. An die einstige Wallburg erinnern Wall- und Grabenreste am Ortsrand. Im Mittelalter war hier ein Edelsitz. 
Auf einem rund zehn Hektar großen Feld beim Hiendlmeier-Hof wurden seit den 1990er Jahren drei Irrgärten mit Denksportaufgaben und Stempelstellen angelegt.

## Sehenswürdigkeiten
Die Filialkirche St. Johannes der Täufer entstand im späten 12. Jahrhundert als Burgkapelle. Sie ist eine romanische Landkirche mit profanem Obergeschoss.
Der Altarraum der Kirche ist beinahe quadratisch, daran schließt sich das rechteckige kurze Langhaus an. In gotischer Zeit erhielt sie ein mit Schartenfenstern versehenes Obergeschoss und einen quadratischen Westturm. Die Funktion dieser Anlage, zum Beispiel als Wehrkirche oder Asyl, ist nicht geklärt.

## Vereine
Rinkam hat eine eigene Freiwillige Feuerwehr.